# (12658) Piraeos
(12658) Piraeos, désignation internationale (12658) Peiraios, est un astéroïde troyen jovien.

## Description
(12658) Piraeos est un astéroïde troyen jovien, camp grec, c'est-à-dire situé au point de Lagrange L4 du système Soleil-Jupiter. Il présente une orbite caractérisée par un demi-grand axe de 5,157 UA, une excentricité de 0,057 et une inclinaison de 1,8° par rapport à l'écliptique.
Il est nommé en référence au personnage de la mythologie grecque Piraeos, fils de Clytios, acteur du conflit légendaire de la guerre de Troie.

## Compléments